# سكوت بوتشولز
سكوت بوتشولز (بالإنجليزية: Scott Buchholz)‏ هو سياسي أسترالي، ولد في 27 مارس 1968 في أستراليا. حزبياً، نشط في الحزب الوطني الليبرالي في كوينزلاند. وقد انتخب عضو مجلس النواب الأسترالي عن دائرة Division of Wright ‏ (21 أغسطس 2010 – ).

## وصلات خارجية
- الموقع الرسمي